# Kanton Dijon-2
Der Kanton Dijon-2  ist seit 1973 ein französischer Wahlkreis im Arrondissement Dijon, im Département Côte-d’Or und in der Region Bourgogne-Franche-Comté. Vertreter im Generalrat des Départements ist Michel Bachelard. 
Der Kanton besteht aus einem Teil der Stadt Dijon.
Bis zur landesweiten Neuordnung der französischen Kantone im März 2015 gehörte zum Kanton Dijon-2 die neun Gemeinden Arc-sur-Tille, Bressey-sur-Tille, Chevigny-Saint-Sauveur, Couternon, Crimolois, Dijon, Quetigny, Remilly-sur-Tille und Sennecey-lès-Dijon. Er besaß vor 2015 den INSEE-Code 2110.